# Igor Hinić
Igor Hinić, né le 4 décembre 1975 à Rijeka, est un joueur de water-polo croate. 

## Carrière
Avec l'équipe de Croatie de water-polo masculin, Igor Hinić est médaillé d'argent aux Jeux olympiques d'été de 1996 à Atlanta et champion olympique en 2012 à Londres.